# Barsana
Barsana este un oraș cu titulatura de nagar panchayat aflat în districtul Mathura, statul Uttar Pradesh, India.